# Гисматуллин, Абдулла Тухватуллович
Абдулла Тухватуллович Гисматуллин (баш. Абдулла Төхвәтулла улы Ғисмәтуллин, тат. Габдулла Гыйсмәти; 1883—1938) — государственный деятель, педагог, журналист.

## Биография
Гисматуллин Абдулла Тухватуллович родился 14 марта 1885 года в п. Кустанай Тургайской области Российской империи, ныне в Казахстане. По национальности башкир.
Окончил медресе в городе Троицке. Был делегатом III Всероссийского мусульманского съезда, который состоялся в 1906 году в г.Нижний Новгород. С 1907 года работал учителем в медресе «Мухаммадия» в г. Казани. Сотрудничает с татарскими газетами «Йолдыз», «Кояш», «Әхбар», «Вакыт», журналами «Тәрбия», «Мәктәп», «Ак юл».
В 1911—1914 гг. учился в Санкт-Петербургском психоневрологическом институте.
С 1918 года являлся заведующим мусульманской секцией Петроградского отдела народного комиссариата по делам национальностей. В 1918 году был делегатом III Всероссийского съезда Советов.
С 1919 года работал редактором газеты «Салават» — печатного органа Отдельной Башкирской кавалерийской дивизии. С 24 марта 1920 года является членом РКП (б).
С 1920 года работал в должности политического комиссара в Институте востоковедения, в то же время являлся руководителем Петроградского института живых восточных языков, научным сотрудником Народного комиссариата по делам национальностей и членом Совета национальностей ВЦИК. Как представитель Института живых восточных языков был членом комиссии Народного комиссариата по делам национальностей (образовано 25 января 1923 года) по вопросам реформы и составления национальных алфавитов на основе латиницы.
С 1924 года с перерывами работал в Государственной плановой комиссии Башкирской АССР: был председателем.
С 1926 года — народный комиссар просвещения Башкирской АССР. Являлся членом Башкирского центрального исполнительного комитета и Ревизионной комиссии Башкирского областного комитета ВКП(б). В 1927 году — член Комитета нового башкирского алфавита.
С 1928 года являлся председателем Совнархоза Башкирской АССР.
С 1929 года — управляющий Башкирского ЦСУ. В 1930 году, связи с объединением Башкирского ЦСУ с Госпланом БАССР, занимает должность руководителя статистического сектора Госплана БАССР и одновременно заместителя председателя Госплана БАССР. После реорганизации и отделения статистической службы от Госплана БАССР в 1932 году назначен начальником Центрального управления народнохозяйственного учета Башкирской АССР (Башнархозучет). Вплоть до ареста в 1937 году работает на этой должности. Руководил организацией и проведением Всероссийской переписи населения 1937 года в Башкирской АССР. Репрессия не связана с «делом статистиков»..
Арестован 1 марта 1937 года по обвинениям «связан с белоэмигрантским националистическим центром в г. Харбине (Китай)», «снабжал представителей иностранных разведывательных органов материалами шпионского характера», «являлся участником контрреволюционной националистической организации». Осуждён по статье 58 (п.п. 2, 6, 8, 11) к высшей мере наказания — расстрелу с конфискацией имущества и расстрелян 10 июня 1938 года. Реабилитирован в августе 1957 года.

## Научная деятельность
Гисматуллин Абдулла Тухватуллович является автором учебников по арифметике, географии и естествознанию для школ. Публиковался под псевдонимом А. Гисмати в газетах «Юлдуз», «Кояш», «Казан мухбире», в журналах «Тарбия», «Ак юл» и других.
Известный философ-богослов Муса Бигеев признает Гисматуллина как «солидного учёного».

## Семья
Жена: Гисматуллина Зайнаб Хусаиновна, беспартийная домохозяйка 1898 года рождения, башкирка. Была арестована 14 сентября 1937 года, осуждена по статье 58 (п.12) к лишению свободы на 5 лет, реабилитирована 6 августа 1956 года.
Дети: дочь Найля и сын Надир. О дальнейшей судьбе супруги и детей сведений не имеется.